# The Secret Sharer
The Secret Sharer is de achtste aflevering van het tweede seizoen van de televisieserie ER, die voor het eerst werd uitgezonden op 16 november 1995.

## Verhaal
Door het heldhaftige optreden van Dr. Ross zijn Dr. Bernstein en Dr. Morgenstern genoodzaakt hem te vragen om bij hen te blijven werken. Later krijgt hij een aanvaring met Dr. Greene als zij tegelijkertijd hetzelfde apparatuur willen gebruiken voor hun patiënt. Dr. Ross krijgt ineens een telefoontje van zijn vader, hij heeft zijn vader al jaren niet meer gezien of gesproken. Als hij die avond verschijnt op zijn eigen ceremonie, voor zijn heldhaftige optreden, is hij in een beschonken staat. Hij wil daar een sarcastische toespraak houden, maar ziet hier later toch van af.
Carter mist een diagnose bij een patiënt, later overcompenseert hij dat door talloze test uit te voeren bij een nieuwe patiënt. Dr. Benton is hier niet blij mee, later blijkt dat er dan toch een diagnose onthuld wordt door de tests. Ondertussen komt Dr. Benton erachter dat Jeanie Boulet gescheiden is van haar man.
Als Shep een vernederende opmerking maakt over mensen die zelfmoord plegen wordt Hathaway boos op hem. 

## Rolverdeling

### Hoofdrol
- Anthony Edwards - Dr. Mark Greene
- George Clooney - Dr. Doug Ross
- Eriq La Salle - Dr. Peter Benton
- Sherry Stringfield - Dr. Susan Lewis
- William H. Macy - Dr. David Morgenstern
- David Spielberg - Dr. Neil Bernstein
- Ron Rifkin - Dr. Carl Vucelich
- Noah Wyle - John Carter
- Christine Elise - Harper Tracy
- Gloria Reuben - Jeanie Boulet
- Julianna Margulies - verpleegster Carol Hathaway
- Ellen Crawford - verpleegster Lydia Wright
- Yvette Freeman - verpleegster Haleh Adams
- Laura Cerón - verpleegster Chuny Marquez
- Conni Marie Brazelton - verpleegster Connie Oligario
- Deezer D - verpleger Malik McGrath
- Abraham Benrubi - Jerry Markovic
- Ron Eldard - ambulancemedewerker Ray 'Shep' Shepard
- Emily Wagner - ambulancemedewerker Doris Pickman
- Montae Russell - ambulancemedewerker Dwight Zadro
- Lyn Alicia Henderson - ambulancemedewerker Pamela Olbes

### Gastrol
- Angela Paton - Mrs. Ransom
- Tom Everett - Mr. Kazlaw
- Austin O'Brien - Kyle Kazlaw
- Mimi Rose - Julia Kazlaw
- Paul Dooley - Henry Lewis
- Charles Cyphers - gewonde bij naspelen burgeroorlog
- Jonathan Hernandez - Wilbur
- Terri Hoyos - Mrs. Corvalan
- David Miklatski - Alan
- Kelly Morgan - Tom

en vele andere